# Velcro
Velcro è un'azienda britannica produttrice di una serie di prodotti di fissaggio a base meccanica compreso il sistema di chiusura a strappo in tessuto, commercializzato con l'omonimo marchio. Ufficialmente la società è la Velcro IP Holdings LLC, e commercializza con il marchio Velcro Companies, fondata dallo svizzero George de Mestral.

## Storia

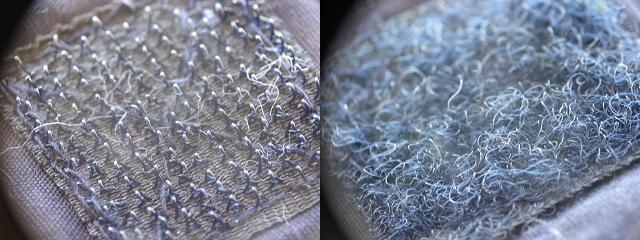
Velcro, a sinistra la parte a uncino, a destra quella ad asola.

Il sistema di chiusura uncino e asola originale fu inventato nel 1948 dall'ingegnere elettrico svizzero George de Mestral, che lo brevettò nel 1955 e successivamente ne affinò e sviluppò la fabbricazione, fino al lancio sul mercato verso la fine degli anni cinquanta.
L'idea gli venne di ritorno da una passeggiata in campagna. Arrivato a casa si accorse di avere degli strani fiori rossi (fiori di bardana) attaccati alla giacca. Colto dalla curiosità, li analizzò al microscopio e scoprì che erano fiori che sul calice avevano dei minuscoli uncini, che permettevano la loro diffusione incastrandosi ovunque, anche nelle anse formate dai peli del tessuto della giacca.
De Mestral sviluppò un sistema di chiusura composto da due elementi: una striscia di stoffa lineare con minuscoli uncini che poteva accoppiarsi con un'altra striscia di stoffa provvista di minuscole asole; i due elementi si attaccavano temporaneamente, fino a quando venivano separati meccanicamente. La versione originaria in cotone risultò essere poco pratica, per cui il sistema di fissaggio finì per essere fabbricato in nylon e poliestere.
Per la sua azienda de Mestral coniò il nome "Velcro", che nasce dalla combinazione delle parole francesi velours ("velluto"), e crochet ("uncino"). Velcro continua ancor oggi a produrre e commercializzare sistemi di chiusura.
Nel 1969 i sistemi di chiusura a marchio Velcro vennero utilizzati per l'abbigliamento, per le buste per la raccolta di campioni e per i veicoli lunari portati sulla Luna da Neil Armstrong e Buzz Aldrin.

## Brevetti e marchi commerciali
Nel 1957 de Mestral depositò il brevetto per il suo sistemi di chiusura "uncino e asola" in Svizzera e lo ottenne nel 1959. La concessione del brevetto originario di de Mestral terminò nel 1978 e, a mano a mano che gli imitatori cominciarono a invadere il mercato, la Velcro Companies diversificò la propria tecnologia "uncino e asola" creando altre applicazioni industriali e commerciali, delle quali si assicurò la proprietà intellettuale. L'azienda applica frequentemente il Trattato di Cooperazione in materia di Brevetti (PCT) per il deposito di brevetti a livello internazionale e alla fine del 2010 aveva depositato 134 richieste.
La comparsa di imitatori dopo la scadenza del brevetto obbligò l'azienda a studiare a fondo la propria strategia in materia di marchio commerciale. Per evitare il rischio che il marchio Velcro diventasse un termine generico, e che quindi si perdesse il carattere distintivo necessario a mantenere la protezione del marchio, l'azienda puntualizza sempre che non esiste il "velcro" e che il termine è il nome di un’azienda, un brand e un marchio registrato, non un sostantivo generico che indica un tipo di prodotto. Attraverso annunci pubblicitari, la letteratura del prodotto e campagne di marketing l'azienda informa i consumatori che non tutti i sistemi di chiusura uncino e asola sono prodotti autentici a marchio Velcro.

## Prodotti
I prodotti di Velcro Companies comprendono:
- Sistemi di chiusura adesivi per uso generico
- Fascette e cinturini
- Chiusure ultraresistenti
- Nastri e chiusure tessili
- Chiusure uncino e asola tradizionali
- Prodotti in tessuto, a maglia e sagomati
- Set di costruzioni per bambini

## Beneficenza
La Neeson Cripps Academy, scuola di grado superiore per il Cambodian Children’s Fund (CCF) a Phnom Penh, è stata fondata da Velcro Companies.

## Curiosità
- 1984 - David Letterman indossa un abito interamente realizzato con sistemi di chiusura a marchio Velcro e salta da un tappeto elastico su di una parete rivestita con questo prodotto durante un'intervista con il direttore delle vendite industriali di Velcro Companies per gli Stati Uniti.[14]
- 2016 - Come scherzo per il pesce d'aprile, Lexus presenta i sedili “Variable Load Coupling Rear Orientation (V-LCRO)”, tecnologia che assicura l'autista al sedile con nastro adesivo a marchio Velcro per permettere una guida più aggressiva in curva.[15]